# Aleksander Kwiek
Aleksander Kwiek (ur. 13 stycznia 1983 w Wodzisławiu Śląskim) – polski piłkarz występujący na pozycji pomocnika.

## Kariera klubowa

### Początki i Odra Wodzisław
Aleksander Kwiek piłkarską karierę rozpoczynał w Rymerze Niedobczyce, z którego w 2001 trafił do Odry Wodzisław Śląski. W jej barwach 15 marca 2003 zadebiutował w I lidze, w wygranym 2:3 spotkaniu z Lechem Poznań, w którym pojawił się na boisku w 61. minucie za Marcina Nowackiego. Szybko wkomponował się w zespół i w rundzie wiosennej sezonu 2002/2003 był podstawowym zawodnikiem swojego klubu. Latem 2003 przedłużył swoją umowę z Odrą o kolejny rok, mimo iż zainteresowanie nim wyrażał mistrz Polski, Wisła Kraków. Również w sezonie 2003/2004 Kwiek regularnie pojawiał się na murawie. Zdobył także swoją pierwszą bramkę w I lidze, strzelając gola w zremisowanym 3:3 pojedynku z Górnikiem Polkowice.

### Wisła Kraków
Jeszcze w przerwie zimowej sezonu 2003/2004 Kwiek związał się pięcioletnią umową z Wisłą Kraków, jednakże rundę wiosenną spędził w Odrze. W barwach krakowskiego zespołu zaliczył debiut w Lidze Mistrzów, w spotkaniu z WIT Georgia Tbilisi. Wystąpił także w końcówce meczu z Realem Madryt. W rozgrywkach ligowych pełnił rolę rezerwowego i większość z 13 rozegranych pojedynków rozpoczynał na ławce rezerwowych. Nie dostawał szans gry na środku pomocy, lecz z prawej strony, przez co przestał się rozwijać.

### Korona Kielce
Pod koniec czerwca 2005 podpisał czteroletni kontrakt z beniaminkiem Orange Ekstraklasy, Koroną Kielce. Również w niej nie występował regularnie, gdyż parę środkowych pomocników stanowili najczęściej Arkadiusz Bilski i Hermes, a przed rundą wiosenną do zespołu dołączył także Mariusz Zganiacz.
Latem 2008 Kwiek powrócił do Korony. W trakcie przygotowań do nowego sezonu kontuzja kolana wyeliminował go z treningów.

### Wypożyczenia
W grudniu 2006 Kwiek został więc wypożyczony do Górnika Łęczna, a następnie występował także na zasadzie wypożyczenia w Jagiellonii Białystok. Spisywał się w niej dobrze i miał miejsce w podstawowym składzie, jednakże podlaski klub nie zdecydował się na transfer definitywny.

### Powrót do Odry
W sierpniu ponownie został zawodnikiem Odry Wodzisław Śląski, z którą związał się trzyletnim kontraktem. Występował w niej przez następne dwa lata, a w sezonie 2009/2010, w którym był podstawowym graczem, spadł ze swoją drużyną do I ligi.

### Górnik Zabrze
10 czerwca na zasadzie transferu definitywnego przeszedł do Górnika Zabrze. W klubie z Zabrza grał z numerem 6 i był przez trzy sezony podstawowym zawodnikiem swojego zespołu.

### Zagłębie Lubin
3 czerwca 2013 roku został nowym zawodnikiem Zagłębia Lubin. Po spadku Zagłębia z Ekstraklasy pozostał w Lubinie i wywalczył awans do najwyższej klasy rozgrywkowej. Po sezonie odszedł z Klubu.

### Powrót do Zabrza
Przed końcem sierpnia 2015 roku powrócił do Górnika Zabrze z którym podpisał roczny kontrakt.

### Widzew Łódź
W czerwcu 2017 r. pochodzący z Wodzisławia Śląskiego piłkarz, podpisał roczny kontrakt z możliwością przedłużenia, z trzecioligowym Widzewem Łódź. W czerwcu 2018 Widzew Łódź nie przedłużył z nim wygasającego kontraktu

## Statystyki kariery
(aktualne na dzień 22 listopada 2017)
| Klub                         | Sezon              | Liga               | Liga  | Liga   | Puchar Polski | Puchar Polski | Puchar Ekstraklasy | Puchar Ekstraklasy | Europa | Europa | Suma  | Suma   |
| Klub                         | Sezon              | Liga               | Mecze | Bramki | Mecze         | Bramki        | Mecze              | Bramki             | Mecze  | Bramki | Mecze | Bramki |
| ---------------------------- | ------------------ | ------------------ | ----- | ------ | ------------- | ------------- | ------------------ | ------------------ | ------ | ------ | ----- | ------ |
| Odra Wodzisław Śląski        | 2000/01            | I liga             | 0     | 0      | 0             | 0             | 0                  | 0                  | –      | –      | 0     | 0      |
| Odra Wodzisław Śląski        | 2001/02            | I liga             | 0     | 0      | 0             | 0             | 0                  | 0                  | –      | –      | 0     | 0      |
| Odra Wodzisław Śląski        | 2002/03            | I liga             | 15    | 0      | 1             | 0             | –                  | –                  | –      | –      | 16    | 0      |
| Odra Wodzisław Śląski        | 2003/04            | I liga             | 20    | 2      | 1             | 0             | –                  | –                  | 1      | 0      | 22    | 2      |
| Odra Wodzisław Śląski        | 2004/05            | I liga             | 0     | 0      | 0             | 0             | –                  | –                  | 2      | 0      | 2     | 0      |
| Wisła Kraków                 | 2004/05            | I liga             | 13    | 0      | 11            | 0             | –                  | –                  | 2      | 0      | 26    | 0      |
| Korona Kielce                | 2005/06            | I liga             | 16    | 0      | 6             | 0             | –                  | –                  | –      | –      | 22    | 0      |
| Korona Kielce                | 2006/07            | I liga             | 4     | 0      | 0             | 0             | 0                  | 0                  | –      | –      | 4     | 0      |
| Górnik Łęczna (wyp.)         | 2006/07            | I liga             | 12    | 0      | 0             | 0             | 4                  | 0                  | –      | –      | 16    | 0      |
| Jagiellonia Białystok (wyp.) | 2007/08            | I liga             | 25    | 2      | 2             | 0             | 6                  | 1                  | –      | –      | 33    | 3      |
| Odra Wodzisław Śląski        | 2008/09            | Ekstraklasa        | 8     | 0      | 1             | 0             | 6                  | 0                  | –      | –      | 15    | 0      |
| Odra Wodzisław Śląski        | 2009/10            | Ekstraklasa        | 26    | 3      | 1             | 0             | –                  | –                  | –      | –      | 27    | 3      |
| Górnik Zabrze                | 2010/11            | Ekstraklasa        | 23    | 2      | 2             | 0             | –                  | –                  | –      | –      | 25    | 2      |
| Górnik Zabrze                | 2011/12            | Ekstraklasa        | 24    | 3      | 1             | 0             | –                  | –                  | –      | –      | 25    | 3      |
| Górnik Zabrze                | 2012/13            | Ekstraklasa        | 26    | 4      | 1             | 0             | –                  | –                  | –      | –      | 27    | 4      |
| Zagłębie Lubin               | 2013/14            | Ekstraklasa        | 33    | 3      | 6             | 1             | –                  | –                  | –      | –      | 39    | 4      |
| Zagłębie Lubin               | 2014/15            | I liga             | 28    | 9      | 1             | 1             | –                  | –                  | –      | –      | 29    | 10     |
| Górnik Zabrze                | 2015/16            | Ekstraklasa        | 26    | 3      | 0             | 0             | –                  | –                  | –      | –      | 26    | 3      |
| Górnik Zabrze                | 2016/17            | I liga             | 2     | 0      | 1             | 0             | –                  | –                  | –      | –      | 3     | 0      |
| Widzew Łódź                  | 2017/18            | III liga           | 16    | 3      | 3             | 0             | –                  | –                  | –      | –      | 19    | 3      |
| Ogólnie w karierze           | Ogólnie w karierze | Ogólnie w karierze | 317   | 31     | 38            | 2             | 16                 | 1                  | 5      | 0      | 376   | 37     |

## Sukcesy

### Wisła Kraków
- Mistrzostwo Polski: 2004/05

### Zagłębie Lubin
- I liga: 2014/15